# Spaal

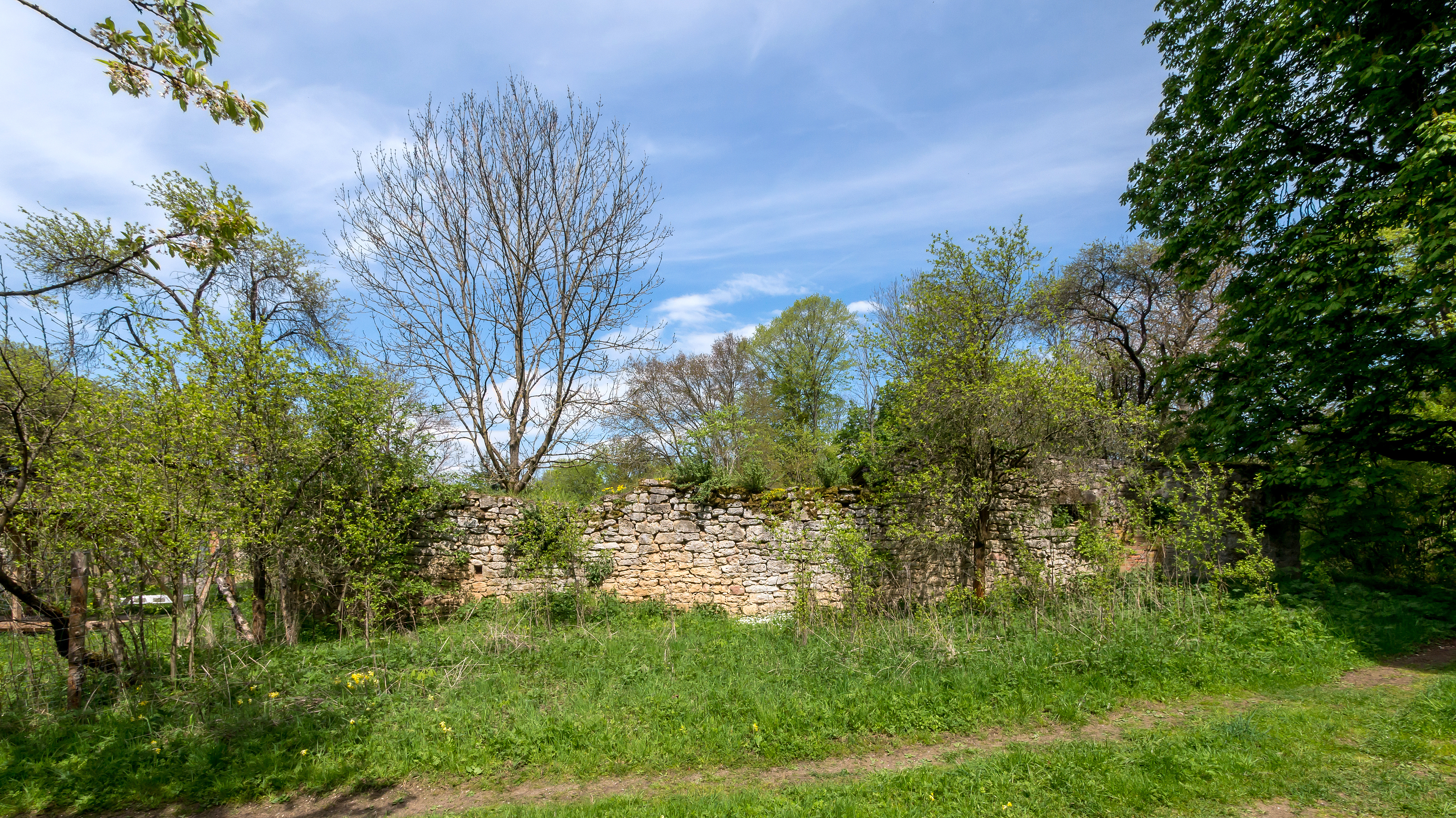
Mauerreste der Wüstung

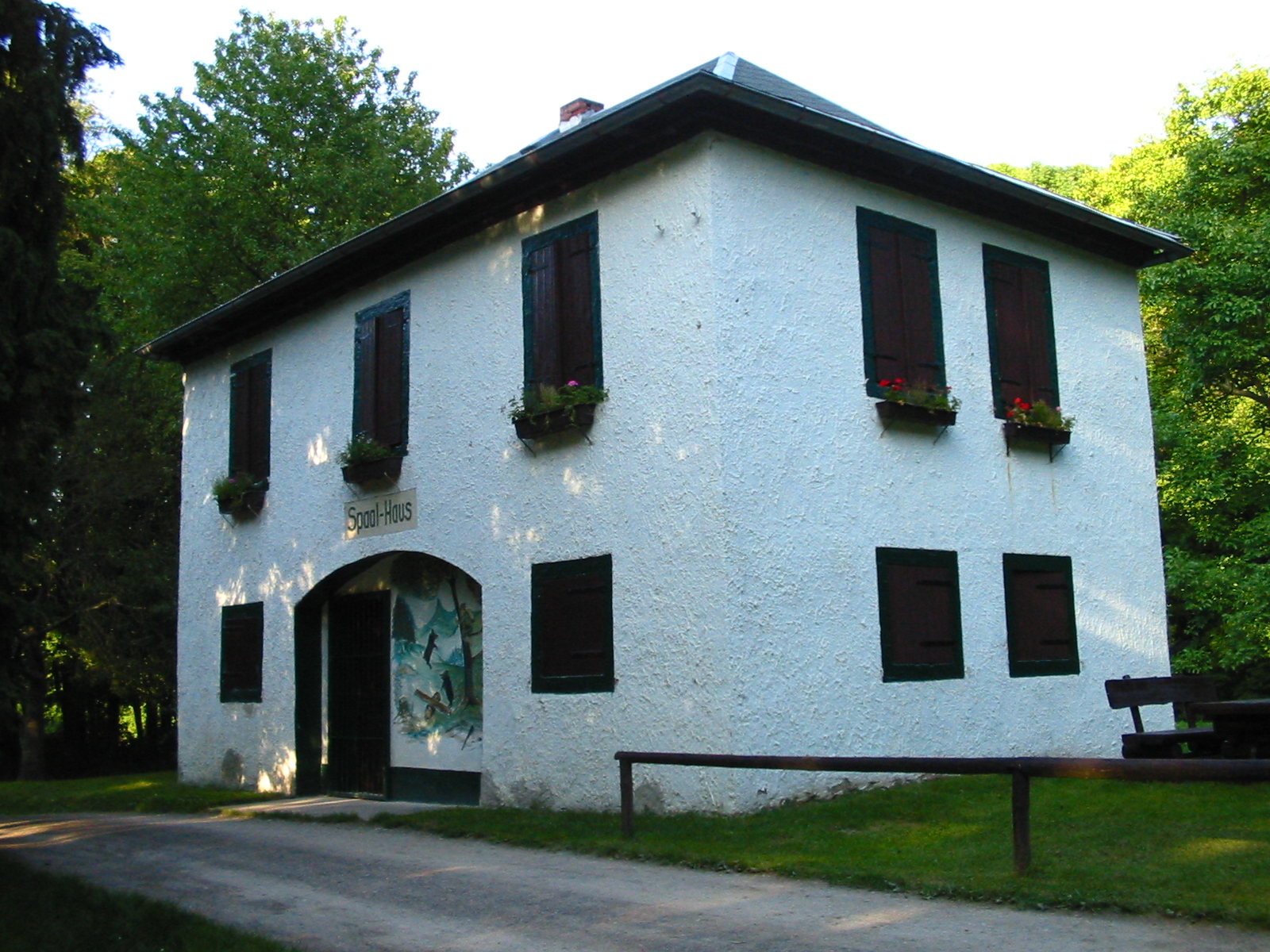
Das Spaalhaus (2005)

Spaal ist eine Wüstung in der Nähe des Ortsteils Schmieden der Gemeinde Uhlstädt-Kirchhasel im Landkreis Saalfeld-Rudolstadt in Thüringen.

## Lage
Aus dem Hexengrund über den Schmiedener Berg und die Hohe Straße erreicht man von Schmieden kommend die Wüstung Spaal nah am Reinstädter Grund und Wittersroda. Steinkreuze einer alten Gerichtsstätte vor dem Dorf weisen den Weg. Die Siedlung war Ende des 19. Jahrhunderts die höchstgelegene in diesem Umfeld.

## Geschichte
Der Spaal war früher ein Dorf, das 1381 erstmals urkundlich erwähnt wurde. Es war ein Runddorf, besagen die Spuren. Ab 1492 war es schon einmal wüst. Ab 1725 diente das Dorf als Vorwerk und Schäferei. 1810 waren die Söhne von Holleben Besitzer. 1910 wurde das Dorf verlassen, die meisten Häuser abgebrochen und ein großer Teil der Flur aufgeforstet. Das Spaalhaus verblieb als Unterkunft für Waldarbeiter und Trockenboden für Waldsämereien. Der dann folgende Besitzer Henckel von Donnersmarck mit Sitz im nahen Kuhfraß wurde 1945 enteignet. 
Heute zählt zum Namen Spaal ein größeres Waldgebiet, das vom Forstamt Bad Berka betreut wird. Das ehemalige Wirtschaftsgebäude des Vorwerks und der Platz um das Haus wurde in der DDR als Kinderferienlager genutzt. Auf dem Platz am Steinkreuz finden heute Waldgottesdienste statt.
Die abgelegene und verkehrsarme Umgebung der Wüstung lädt in jeder Jahreszeit zu Wanderungen und Radtouren ein.

## Galerie

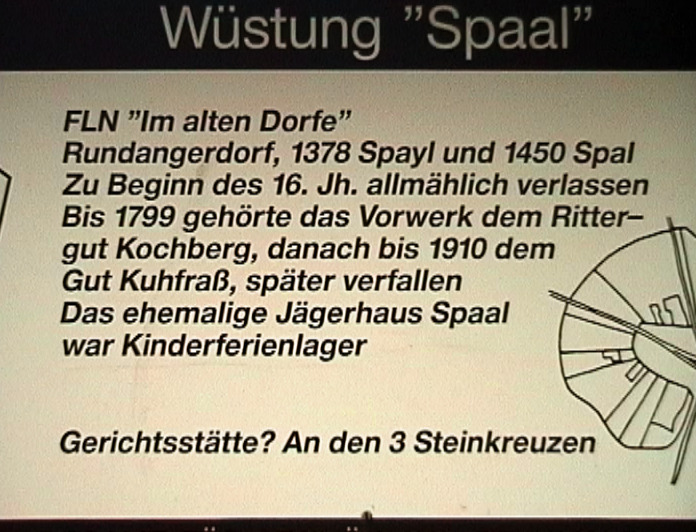
Infotafel zur Wüstung, 1999
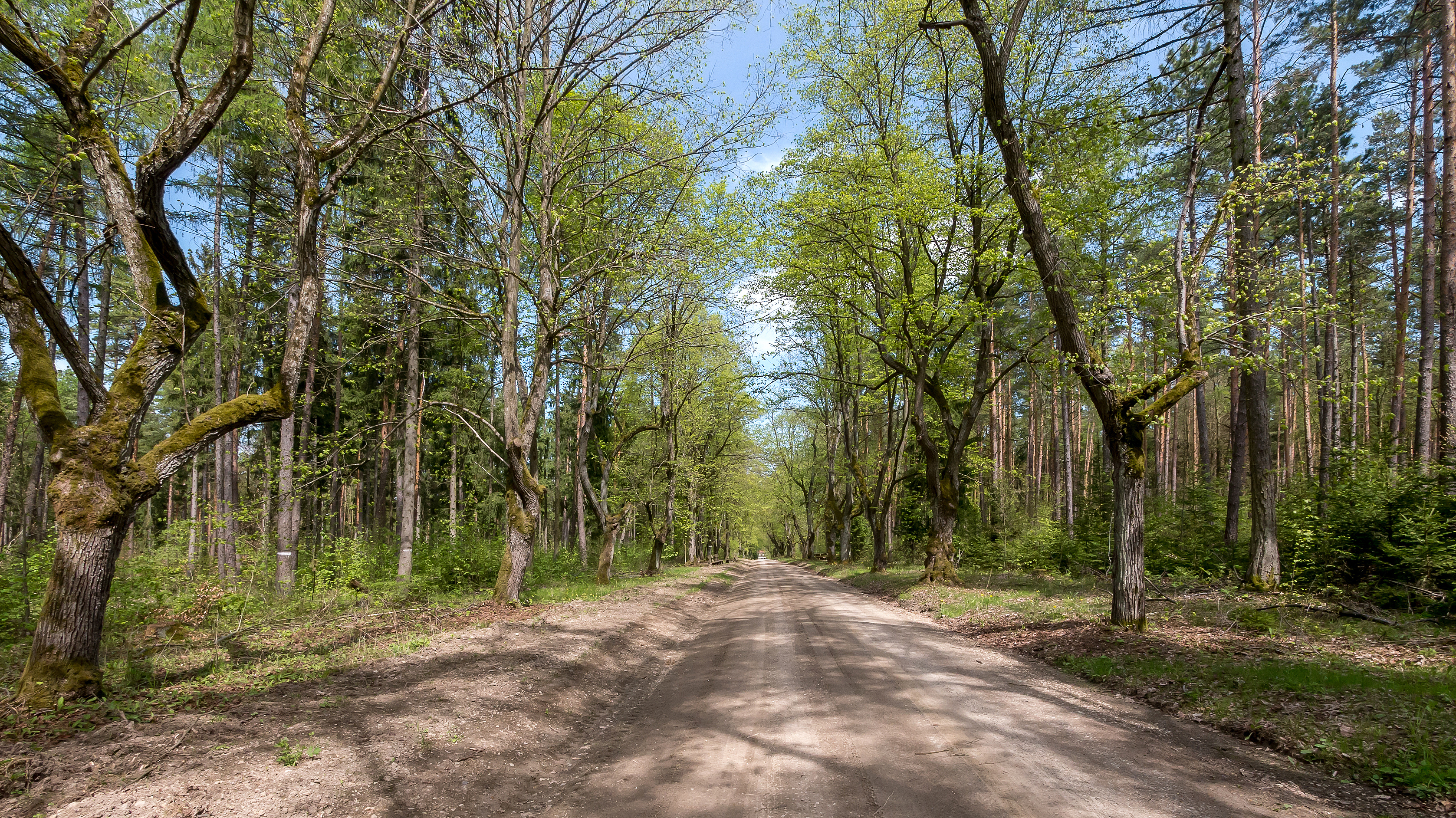
Lindenallee
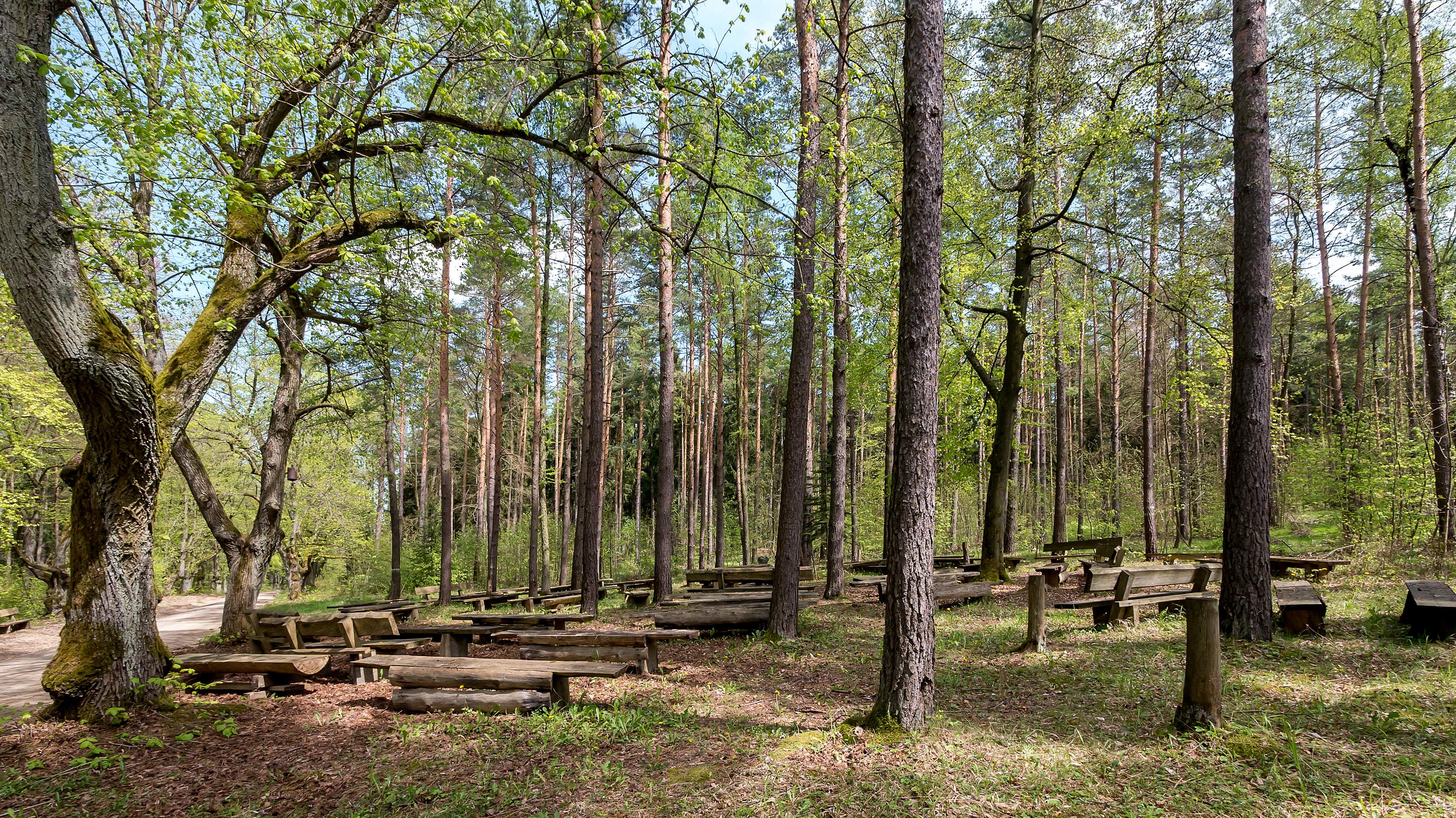
Thingplatz
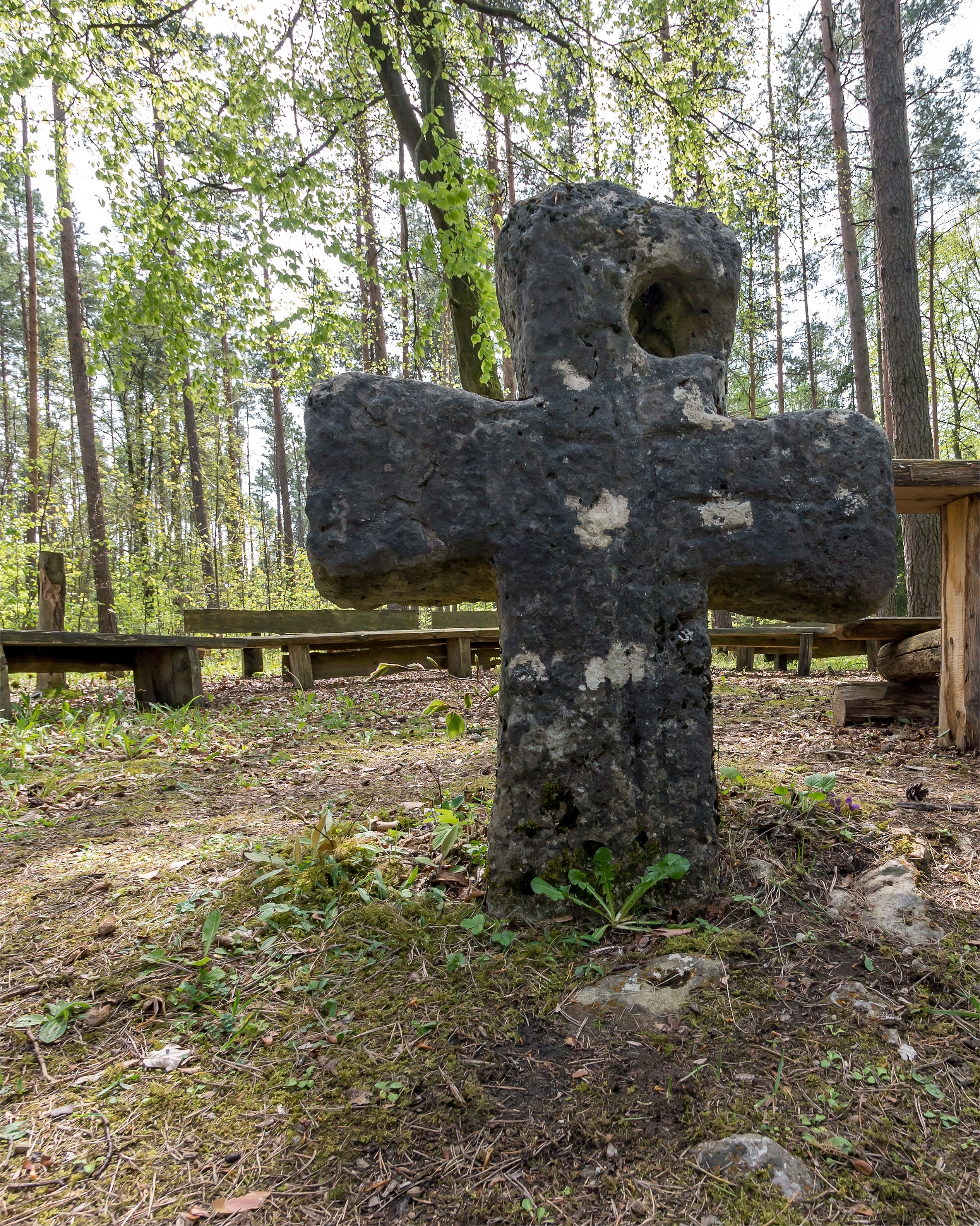
Sühnekreuz am Thingplatz 1
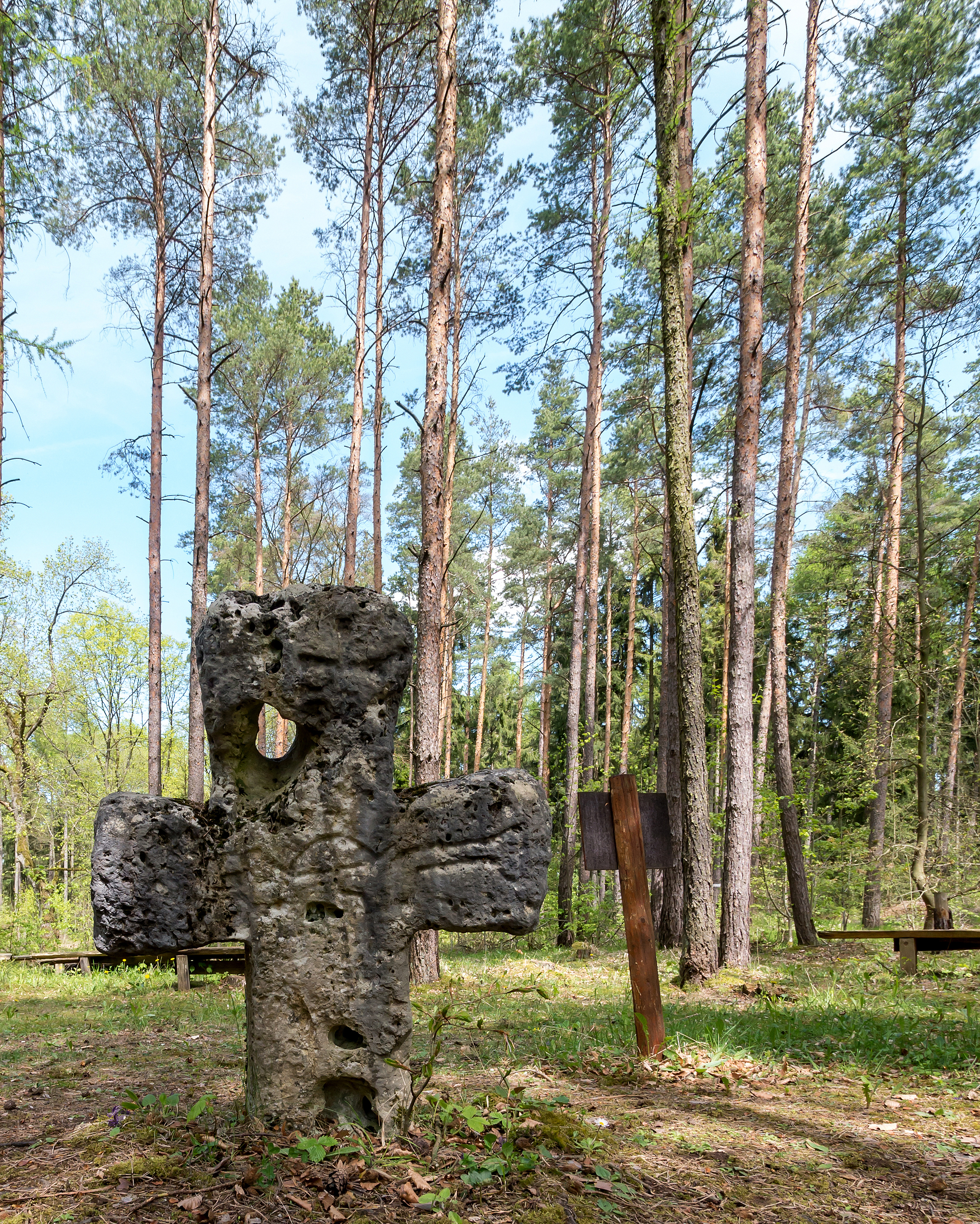
Sühnekreuz am Thingplatz 2
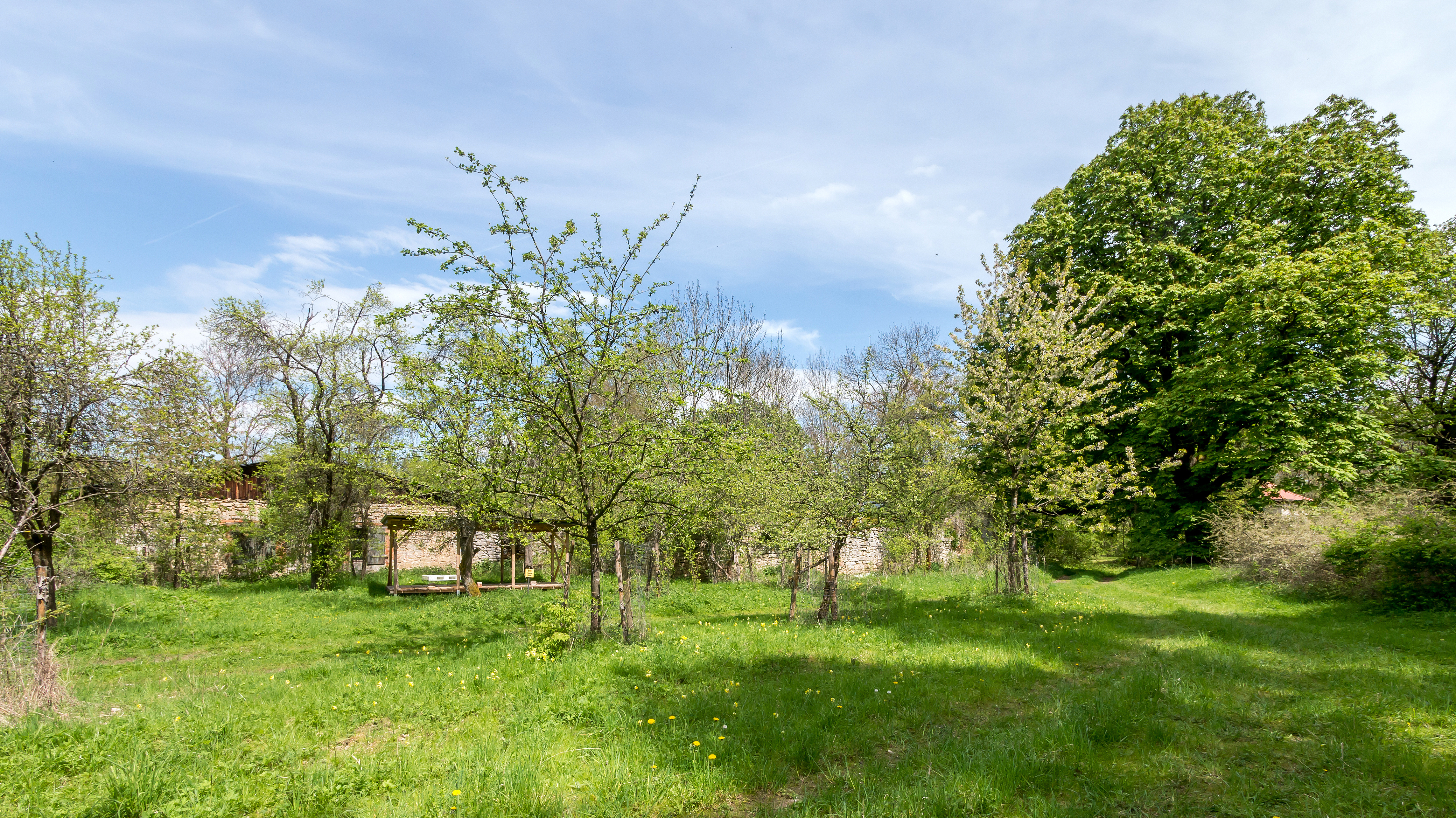
Am Forsthaus Siedlungsreste
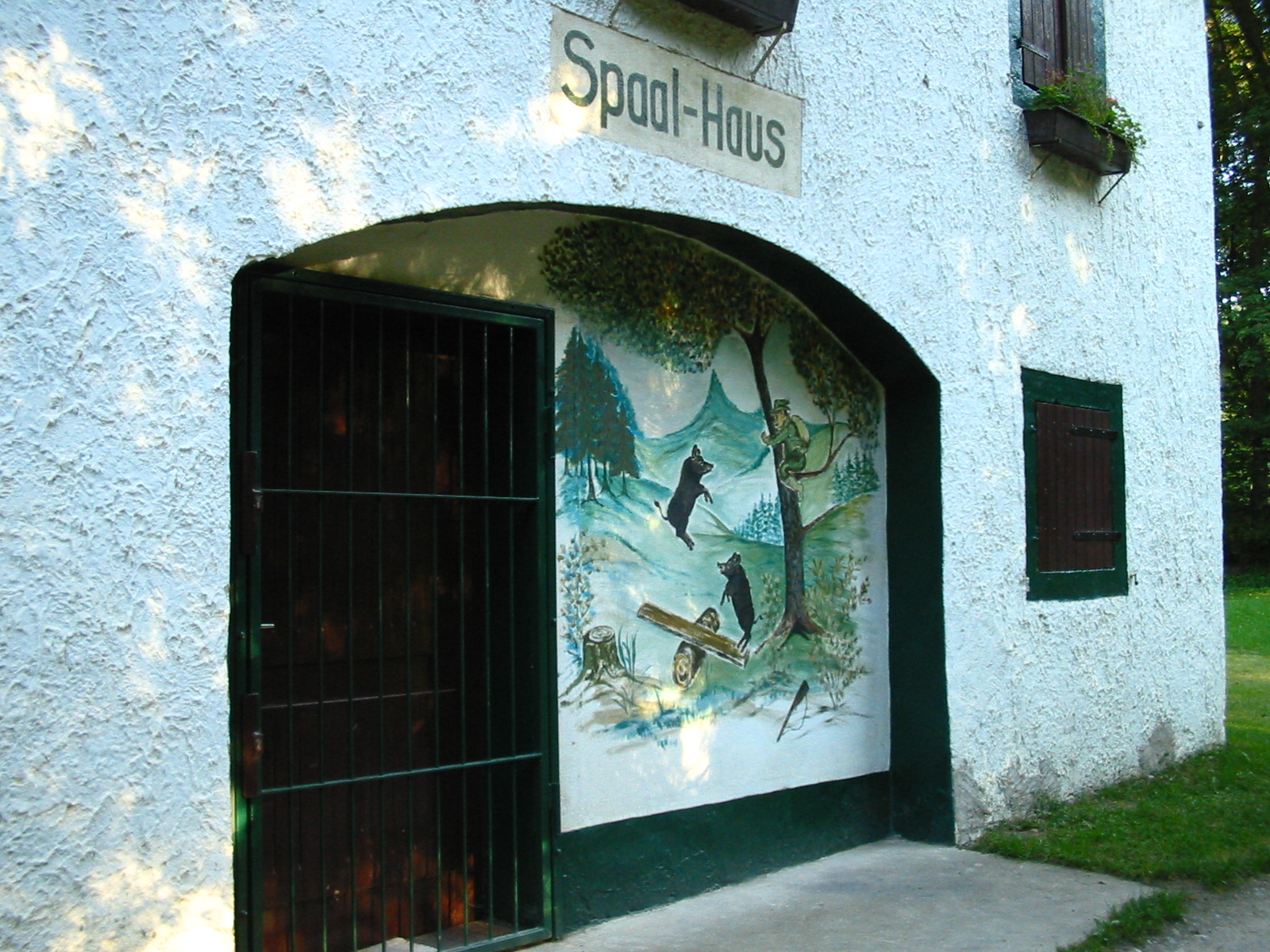
Eingang zum Spaalhaus, 2005

## Sonstiges
Inge von Wangenheim weilte nach 1970 in Spaal und wurde inspiriert, den Roman Spaal zu schreiben. Er wurde im Greifenverlag Rudolstadt 1979 verlegt. 